# Вакула Раїса Савівна
Раї́са Са́вівна Ваку́ла (до шлюбу — Тимін; нар. 5 жовтня 1930, Попівка) — українська майстриня художньої кераміки; членкиня Харківської організації Спілки радянських художників України від 1964 року.

## Біографічні дані
Народилася 5 жовтня 1930 року в селі Попівці (нині Миргородський район Полтавської області, Україна). Упродовж 1948—1951 років навчалася в Миргородському керамічному технікумі імені Миколи Гоголя у Г. Я. Павелко, М. Мірошниченко та Валентини Панащатенко.
Протягом 1951—1987 років працювала на Будянському фаянсовому заводі у селищі міського типу Будах Харківської області. 
Живе в смт Будах, в будинку на вулиці Дачній, № 12, квартира № 16.

## Творчість
Працювала в галузі декоративного мистецтва (художнє оформлення керамічних виробів). Серед робіт:
- декоративна таріль «300 років з Москвою» (1953);
- вазочка для квітів «Хоровод» (1959);
- вазочка для квітів «Гуцульський танець» (1963);
- декоративна ваза «На панщині» (1964);
- декоративна тарілка «Перше вересня» (1965);
- миска «Вареники» (1966);
- миска «Юшка» (1967);
- декоративний посуд «Харків» (1970).
- декоративна ваза «XXIV з'їздові КПРС» (1971, автор форми Галина Кломбицька);
- сервіз «Ліс» (1976);
- сервіз «Троянда» (1976);
- сервіз «Червона гвоздика» (1976);
- фігурний посуд — «Коза», «Цап», «Корівка» (1970—1973);
- фігурний посуд «Святковий» (1977);
- декоративна таріль «Білі лілеї» (1980);
- сервіз «Хрещатий барвінок» (1980);
- фігурний посуд «Симфонія фаянсу» (1986);
- фігурний посуд «Нічний аромат» (1986);
- сувенірний набір «Смачного (вареники з вишнями)» (1996).

На шевченківську тематику виконала:
- з фаянсу сувенір «Бандура» (1963);
- ювілейну декоративну тарілку і декоративну вазу «На панщині» (1964);
- керамічний настінний пласт «Мати молодая» (1964).

Від 1954 року брала участь у республіканських, всесоюзних і міжнародних виставках, зокрема у Нью-Йорку, Познані, Загребі, Парижі, Токіо, Дамаску, Осло, Монреалі, Пловдиві.
Твори майстрині зберігаються у Полтавському, Сумському і Харківському художніх музеях, Національному музеї українського народного декоративного мистецтва в Києві.